# Hermitage (Dorset)
Pour les articles homonymes, voir Hermitage.
Hermitage est une paroisse civile et un village du Dorset, en Angleterre.